# Lista dos cantores, maestros e bailarinos no Metropolitan Opera
Esta é uma lista dos cantores, maestros e bailarinos que atuaram em pelo menos 240 apresentações no Metropolitan Opera, atualizada em 22 de setembro de 2012. Os artistas são listados pelo número das apresentações que têm aparecido, como se encontra no Metropolitan Opera Archives. O número de apresentações e a data da última apresentação listada, podem não ser atuais devido o números de mudança com novas produções.
| Artista                     | Apresentações | Categoria             | Primeira apresentação | Última apresentação |
| --------------------------- | ------------- | --------------------- | --------------------- | ------------------- |
| Charles Anthony             | 2928          | Tenor                 | 06/03/1954            | 28/01/2010          |
| James Levine                | 2441          | Condutor              | 05/06/1971            | 14/05/2011          |
| George Cehanovsky           | 2394          | Barítono              | 13/11/1926            | 16/04/1966          |
| Angelo Badà                 | 2170          | Tenor                 | 16/11/1908            | 09/04/1938          |
| Paul Franke                 | 1980          | Tenor                 | 01/12/1948            | 16/04/1987          |
| Louis D'Angelo              | 1882          | Barítono              | 13/11/1917            | 15/02/1948          |
| James Courtney              | 1829          | Baixo- Barítono       | 29/11/1979            | 11/05/2012          |
| Andrea Velis                | 1693          | Tenor                 | 23/10/1961            | 24/02/1994          |
| Paul Plishka                | 1642          | Baixo                 | 27/06/1967            | 28/01/2012          |
| Paolo Ananian               | 1639          | Baixo                 | 14/11/1908            | 12/04/1935          |
| Giordano Paltrinieri        | 1618          | Tenor                 | 15/11/1918            | 23/04/1940          |
| Vincenzo Reschiglian        | 1577          | Barítono              | 08/11/1909            | 07/05/1929          |
| Alessio De Paolis           | 1555          | Tenor                 | 03/12/1938            | 05/03/1964          |
| Thelma Votipka              | 1422          | Soprano               | 16/12/1935            | 16/04/1966          |
| Russell Christopher         | 1410          | Barítono              | 29/03/1963            | 20/04/1991          |
| Clifford Harvuot            | 1297          | Barítono              | 15/03/1942            | 31/12/1975          |
| Antonio Scotti              | 1213          | Barítono              | 15/11/1899            | 21/01/1933          |
| Pietro Audisio              | 1193          | Tenor                 | 09/11/1909            | 03/05/1924          |
| Robert Nagy                 | 1189          | Tenor                 | 02/11/1957            | 16/04/1988          |
| Louis Sgarro                | 1107          | Baixo                 | 16/11/1954            | 08/03/1975          |
| Léon Rothier                | 1107          | Baixo                 | 10/12/1910            | 25/02/1939          |
| Gene Boucher                | 1094          |                       | 25/06/1965            | 17/03/1984          |
| Artur Bodanzky              | 1088          | Condutor              | 18/11/1915            | 23/05/1939          |
| Gabor Carelli               | 1079          | Tenor                 | 17/11/1951            | 22/01/1974          |
| Albert Reiss                | 1070          | Tenor                 | 12/10/1901            | 14/04/1919          |
| Mathilde Bauermeister       | 1062          | Soprano               | 11/11/1891            | 17/03/1906          |
| John Macurdy                | 1001          | Baixo                 | 08/12/1962            | 06/05/2000          |
| Robert Goodloe              | 984           | Barítono              | 23/03/1964            | 08/06/1982          |
| Lorenzo Alvary              | 979           | Baixo                 | 26/11/1942            | 14/04/1978          |
| Bernard Fitch               | 969           | Tenor                 | 20/02/1989            | 11/05/2012          |
| Osie Hawkins                | 962           | Barítono              | 22/01/1942            | 08/02/1986          |
| Fausto Cleva                | 962           | Condutor              | 04/12/1938            | 08/06/1971          |
| Adamo Didur                 | 933           | Baixo                 | 14/11/1908            | 26/02/1933          |
| Loretta Di Franco           | 928           | Soprano               | 16/01/1961            | 21/04/1995          |
| James Morris                | 928           | Baixo                 | 07/01/1971            | 12/05/2012          |
| Norman Scott                | 927           | Baixo                 | 15/11/1951            | 29/06/1968          |
| Giovanni Martinelli         | 926           | Tenor                 | 18/11/1913            | 24/03/1946          |
| Giuseppe De Luca            | 926           | Barítono              | 25/11/1915            | 24/03/1946          |
| Millo Picco                 | 921           | Barítono              | 07/04/1919            | 19/02/1936          |
| Calvin Marsh                | 911           | Barítono              | 11/11/1954            | 22/08/1967          |
| Andrij Dobriansky           | 905           | Baixo                 | 11/02/1970            | 06/01/1996          |
| Marie Mattfeld              | 899           | Meio-soprano          | 29/04/1901            | 04/03/1927          |
| Ezio Pinza                  | 879           | Baixo                 | 01/11/1926            | 14/05/1948          |
| Anthony Laciura             | 875           | Tenor                 | 20/09/1982            | 12/04/2008          |
| Jerome Hines                | 869           | Baixo                 | 21/11/1946            | 24/01/1987          |
| Enrico Caruso               | 863           | Tenor                 | 23/11/1903            | 24/12/1920          |
| Arnold Gabor                | 803           | Barítono              | 09/11/1923            | 17/03/1941          |
| Richard Vernon              | 796           | Baixo                 | 20/03/1977            | 28/11/2006          |
| Nico Castel                 | 793           | Tenor                 | 30/03/1970            | 18/10/1997          |
| Robert Merrill              | 789           | Barítono              | 15/12/1945            | 22/10/1983          |
| Jean Kraft                  | 784           | Meio-soprano          | 07/02/1970            | 05/04/1989          |
| Adolph Mühlmann             | 776           | Barítono              | 07/11/1898            | 06/05/1910          |
| Bernard Bégué               | 773           | Barítono              | 24/11/1902            | 27/04/1917          |
| Gennaro Papi                | 772           | Condutor              | 29/04/1915            | 06/05/1941          |
| Henriette Wakefield         | 770           | Meio-soprano          | 18/01/1907            | 14/03/1935          |
| Alfred Hertz                | 768           | Condutor              | 28/11/1902            | 04/06/1915          |
| Carlotta Ordassy            | 761           | Soprano               | 22/01/1957            | 11/06/1977          |
| Minnie Egener               | 752           | Soprano               | 24/12/1903            | 15/12/1932          |
| Lucine Amara                | 748           | Soprano               | 06/11/1950            | 07/01/1991          |
| Robert Schmorr              | 747           | Tenor                 | 30/07/1965            | 12/01/1978          |
| Richard Tucker              | 738           | Tenor                 | 25/01/1945            | 03/12/1974          |
| Pompilio Malatesta          | 736           | Baixo                 | 25/11/1915            | 20/02/1939          |
| Louise Homer                | 734           | Meio-soprano          | 14/11/1900            | 28/11/1929          |
| Shirley Love                | 731           | Meio-soprano          | 30/11/1963            | 27/01/1984          |
| Fernando Corena             | 723           | Baixo                 | 06/02/1954            | 30/12/1978          |
| Nicola Moscona              | 719           | Baixo                 | 13/12/1937            | 09/12/1961          |
| Max Altglass                | 714           | Tenor                 | 06/11/1924            | 19/02/1940          |
| Lawrence Davidson           | 713           | Baixo                 | 15/11/1947            | 08/02/1966          |
| Eugène Dufriche             | 703           | Barítono              | 29/11/1893            | 28/04/1908          |
| Rosalind Elias              | 686           | Meio-soprano          | 23/02/1954            | 01/11/1996          |
| Tullio Serafin              | 683           | Condutor              | 03/11/1924            | 12/04/1934          |
| Frank Guarrera              | 680           | Barítono              | 14/12/1948            | 08/05/1976          |
| Édouard de Reszke           | 679           | Baixo                 | 09/11/1891            | 27/04/1903          |
| Geraldine Farrar            | 672           | Soprano               | 26/11/1906            | 22/04/1922          |
| Gerhard Pechner             | 661           | Baixo                 | 27/11/1941            | 10/12/1966          |
| Leonard Warren              | 657           | Barítono              | 27/11/1938            | 04/03/1960          |
| Lucrezia Bori               | 654           | Soprano               | 09/06/1910            | 02/04/1936          |
| Plácido Domingo             | 653           | Tenor                 | 09/08/1966            | 30/01/2012          |
| Sherrill Milnes             | 653           | Barítono              | 22/12/1965            | 22/03/1997          |
| Mignon Dunn                 | 653           | Meio-soprano          | 29/10/1958            | 27/01/1994          |
| Tony Stevenson              | 652           | Tenor                 | 05/04/1992            | 12/05/2012          |
| Julien Robbins              | 652           | Baixo                 | 29/10/1979            | 08/03/2006          |
| Cornell MacNeil             | 642           | Barítono              | 21/03/1959            | 05/12/1987          |
| Pasquale Amato              | 633           | Barítono              | 20/11/1908            | 26/02/1933          |
| Lenora Sparkes              | 623           | Soprano               | 16/11/1908            | 18/04/1926          |
| Otto Goritz                 | 620           | Barítono              | 24/12/1903            | 07/04/1917          |
| Pol Plançon                 | 612           | Baixo                 | 29/11/1893            | 27/04/1908          |
| Lawrence Tibbett            | 603           | Barítono              | 24/11/1923            | 24/03/1950          |
| James McCracken             | 597           | Tenor                 | 21/11/1953            | 17/06/1986          |
| Margaret Roggero            | 595           | Meio-soprano          | 11/11/1950            | 08/04/1963          |
| Batyah Godfrey Ben-David    | 594           | Meio-soprano          | 17/02/1969            | 16/04/1988          |
| Morley Meredith             | 593           | Barítono              | 03/01/1962            | 18/04/1992          |
| James Wolfe                 | 592           | Baixo                 | 07/11/1923            | 23/12/1939          |
| Marion Telva                | 567           | Meio-soprano          | 31/12/1920            | 26/02/1933          |
| Maxine Stellman             | 565           | Soprano               | 22/05/1936            | 08/04/1950          |
| Lucielle Browning           | 558           | Meio-soprano          | 15/05/1936            | 11/05/1951          |
| Mario Sereni                | 553           | Barítono              | 09/11/1957            | 10/11/1984          |
| Norman Cordon               | 551           | Baixo                 | 13/05/1936            | 18/05/1946          |
| Julius Bayer                | 549           | Tenor                 | 24/12/1903            | 21/04/1917          |
| Jane Shaulis                | 549           | Meio-soprano          | 28/09/1991            | 11/05/2012          |
| Richard Best                | 545           | Baixo                 | 02/04/1969            | 07/06/1978          |
| Giuseppe Bonfiglio          | 535           | Dançarino             | 12/03/1908            | 31/03/1935          |
| Louis Hasselmans            | 534           | Condutor              | 20/01/1922            | 04/04/1936          |
| Giulio Rossi                | 532           | Baixo                 | 16/11/1908            | 12/04/1919          |
| Luigi Mancinelli            | 531           | Condutor              | 27/11/1893            | 14/04/1903          |
| Giorgio Tozzi               | 528           | Baixo                 | 09/03/1955            | 21/05/1975          |
| Ezio Flagello               | 528           | Baixo                 | 09/11/1957            | 17/12/1984          |
| John Brownlee               | 526           | Barítono              | 17/02/1937            | 14/03/1957          |
| Betsy Norden                | 523           | Soprano               | 27/01/1972            | 10/01/1992          |
| Lauritz Melchior            | 519           | Tenor                 | 17/02/1926            | 02/02/1950          |
| Roberta Peters              | 514           | Soprano               | 17/11/1950            | 25/04/1985          |
| Beniamino Gigli             | 510           | Tenor                 | 26/11/1920            | 08/02/1939          |
| Peter Sliker                | 509           | Baixo                 | 29/11/1961            | 16/12/1989          |
| John Darrenkamp             | 506           | Barítono              | 24/09/1979            | 21/04/1995          |
| Isola Jones                 | 505           | Meio-soprano          | 15/10/1977            | 23/02/1991          |
| Wendy White                 | 505           | Meio-soprano          | 09/04/1978            | 17/12/2011          |
| Jacques Bars                | 502           | Tenor                 | 18/11/1896            | 26/04/1907          |
| Rosina Galli                | 496           | Dançarina             | 19/11/1914            | 31/01/1930          |
| Giuseppe Campanari          | 496           | Barítono              | 30/11/1894            | 13/04/1912          |
| Johanna Gadski              | 493           | Soprano               | 11/12/1898            | 28/04/1917          |
| Cesare Siepi                | 491           | Baixo                 | 06/11/1950            | 19/04/1973          |
| Vincenzo Bellezza           | 487           | Condutor              | 17/03/1918            | 29/03/1935          |
| Erich Leinsdorf             | 483           | Condutor              | 21/01/1938            | 05/03/1983          |
| Robert Blass                | 481           | Baixo                 | 13/11/1900            | 21/04/1922          |
| Arturo Toscanini            | 480           | Condutor              | 16/11/1908            | 14/04/1915          |
| Roberto Moranzoni           | 480           | Condutor              | 12/11/1917            | 03/05/1924          |
| Andrés de Segurola          | 480           | Baixo                 | 10/10/1901            | 08/04/1920          |
| Kathleen Howard             | 477           | Meio-soprano          | 14/11/1916            | 12/04/1928          |
| Anton Seidl                 | 473           | Condutor              | 25/11/1885            | 20/04/1897          |
| Dwayne Croft                | 468           | Barítono              | 18/04/1990            | 12/05/2012          |
| Marcella Sembrich           | 466           | Soprano               | 24/10/1883            | 06/02/1909          |
| Ariel Bybee                 | 466           | Meio-soprano          | 31/10/1977            | 30/06/1995          |
| Marcia Baldwin              | 463           | Meio-soprano          | 17/10/1963            | 24/02/1977          |
| Wilfrid Pelletier           | 462           | Condutor              | 19/02/1922            | 15/05/1950          |
| Emery Darcy                 | 460           | Tenor                 | 06/12/1940            | 23/05/1953          |
| Lodovico Oliviero           | 457           | Tenor                 | 11/05/1936            | 23/02/1948          |
| Wilfred Engelman            | 457           | Barítono              | 11/05/1936            | 16/04/1943          |
| Friedrich Schorr            | 455           | Barítono              | 14/02/1924            | 02/03/1943          |
| Frank Valentino             | 454           | Barítono              | 09/12/1940            | 10/04/1961          |
| Eduardo Valdes              | 450           | Tenor                 | 07/02/1994            | 04/02/2012          |
| Armand Tokatyan             | 449           | Tenor                 | 19/11/1922            | 07/03/1946          |
| Zinka Milanov               | 449           | Soprano               | 17/12/1937            | 16/04/1966          |
| Rita Fornia                 | 449           | Soprano, Meio-soprano | 06/12/1907            | 07/04/1922          |
| Emanuel List                | 448           | Baixo                 | 27/12/1933            | 01/04/1950          |
| Edmond Karlsrud             | 447           | Baixo                 | 17/01/1969            | 17/06/1977          |
| Edward Ghazal               | 447           | Baixo                 | 25/03/1959            | 28/04/1990          |
| William Gustafson           | 445           | Baixo                 | 23/11/1920            | 02/01/1931          |
| Irra Petina                 | 443           | Meio-soprano          | 29/12/1933            | 24/03/1950          |
| Emma Eames                  | 440           | Soprano               | 09/11/1891            | 15/02/1909          |
| Paul De Paola               | 439           | Baixo                 | 26/12/1960            | 23/11/1993          |
| Philip Booth                | 439           | Baixo                 | 01/11/1970            | 21/12/1995          |
| Max Bloch                   | 435           | Tenor                 | 20/11/1914            | 15/04/1930          |
| Roberto Vanni               | 428           | Tenor                 | 21/11/1894            | 27/04/1903          |
| Licia Albanese              | 428           | Soprano               | 09/02/1940            | 12/07/1966          |
| Eleanor Steber              | 427           | Soprano               | 07/12/1940            | 16/04/1966          |
| Bella Alten                 | 426           | Soprano               | 30/11/1904            | 21/04/1914          |
| Linda Gelinas               | 426           | Dançarina             | 03/12/1981            | 28/01/2010          |
| Giuseppe Danise             | 425           | Barítono              | 17/11/1920            | 16/01/1932          |
| Ina Bourskaya               | 423           | Meio-soprano          | 02/03/1923            | 10/04/1937          |
| John Baker                  | 423           | Barítono              | 14/03/1943            | 02/03/1951          |
| Charles Kullman             | 421           | Tenor                 | 19/12/1935            | 03/12/1960          |
| Salvatore Baccaloni         | 415           | Baixo                 | 03/12/1940            | 08/08/1965          |
| Clarence Whitehill          | 414           | Barítono              | 15/11/1909            | 09/04/1932          |
| Bonaldo Giaiotti            | 414           | Baixo                 | 24/10/1960            | 17/11/1989          |
| Philine Falco               | 414           | Soprano               | 04/11/1927            | 19/04/1935          |
| Gustav Schützendorf         | 413           | Barítono              | 17/11/1922            | 19/04/1935          |
| Marcel Journet              | 412           | Baixo                 | 09/11/1900            | 05/02/1908          |
| Karin Branzell              | 412           | Meio-soprano          | 06/02/1924            | 12/03/1951          |
| Enrico Bevignani            | 412           | Condutor              | 29/11/1893            | 25/04/1900          |
| Rosa Ponselle               | 411           | Soprano               | 15/11/1918            | 17/04/1937          |
| Jeffrey Wells               | 409           | Baixo                 | 26/09/1988            | 12/05/2012          |
| José Mardones               | 409           | Baixo                 | 12/11/1917            | 06/05/1926          |
| Lodovico Viviani            | 407           | Baixo                 | 16/11/1891            | 02/03/1905          |
| Helen Vanni                 | 402           | Meio-soprano          | 09/11/1956            | 26/03/1973          |
| Nello Santi                 | 401           | Condutor              | 25/01/1962            | 01/07/2000          |
| Martha Lipton               | 401           | Meio-soprano          | 27/11/1944            | 07/01/1961          |
| Editha Fleischer            | 400           | Soprano               | 06/11/1926            | 21/03/1936          |
| Justino Díaz                | 400           | Baixo                 | 29/03/1963            | 04/11/1994          |
| Theodor Uppman              | 398           | Barítono              | 27/11/1953            | 08/04/1978          |
| Lillian Nordica             | 394           | Soprano               | 18/12/1891            | 22/12/1909          |
| Andreas Dippel              | 394           | Tenor                 | 26/11/1890            | 13/04/1908          |
| Teresa Stratas              | 385           | Soprano               | 20/03/1959            | 09/12/1995          |
| George Meader               | 385           | Tenor                 | 19/11/1921            | 12/04/1935          |
| Patricia Heyes              | 384           | Dançarina             | 07/03/1962            | 13/03/1981          |
| Dorothea Flexer             | 384           | Meio-soprano          | 05/03/1926            | 21/03/1936          |
| Carl Schlegel               | 383           | Barítono              | 19/11/1913            | 09/04/1926          |
| Elisabeth Rethberg          | 381           | Soprano               | 22/11/1922            | 06/03/1942          |
| Jane Bunnell                | 381           | Meio-soprano          | 08/04/1979            | 05/05/2009          |
| Margaret Matzenauer         | 380           | Meio-soprano          | 13/11/1911            | 12/02/1930          |
| John Alexander              | 379           | Tenor                 | 19/12/1961            | 05/10/1987          |
| Luciano Pavarotti           | 378           | Tenor                 | 23/11/1968            | 13/03/2004          |
| Lou Marcella                | 375           | Tenor                 | 02/11/1958            | 05/10/1982          |
| Margaret Harshaw            | 376           | Meio-soprano, Soprano | 15/03/1942            | 10/103/1964         |
| John Cheek                  | 373           | Baixo                 | 06/06/1977            | 12/05/2012          |
| Emil Fischer                | 371           | Baixo                 | 23/11/1885            | 15/03/1907          |
| Jean Madeira                | 369           | Meio-soprano          | 02/12/1948            | 27/02/1971          |
| Franco Corelli              | 369           | Tenor                 | 27/01/1961            | 28/06/1975          |
| Frances Alda                | 369           | Soprano               | 07/12/1908            | 28/12/1929          |
| Nicolai Gedda               | 367           | Tenor                 | 01/11/1957            | 11/11/1983          |
| William Walker              | 364           | Barítono              | 23/03/1962            | 10/06/1978          |
| Alfio Tedesco               | 363           | Tenor                 | 02/11/1926            | 28/03/1935          |
| Helen Olheim                | 360           | Meio-soprano          | 19/12/1935            | 08/03/1944          |
| Frederick Jagel             | 359           | Tenor                 | 08/11/1927            | 16/03/1950          |
| Blanche Thebom              | 357           | Meio-soprano          | 28/11/1944            | 06/03/1967          |
| Florence Easton             | 354           | Soprano               | 07/12/1917            | 15/03/1936          |
| Grace Anthony               | 354           | Soprano               | 16/11/1921            | 07/05/1927          |
| Naomi Marritt               | 353           | Dançarina             | 01/11/1963            | 02/01/1992          |
| Kurt Baum                   | 353           | Tenor                 | 27/11/1941            | 16/04/1966          |
| Leon Varkas                 | 350           | Dançarina             | 25/11/1941            | 13/05/1950          |
| Kerstin Thorborg            | 350           | Meio-soprano          | 21/12/1936            | 08/03/1950          |
| Risë Stevens                | 350           | Meio-soprano          | 22/11/1938            | 12/04/1961          |
| Basil Ruysdael              | 350           | Baixo                 | 18/11/1910            | 26/04/1918          |
| Ludwig Burgstaller          | 347           | Tenor                 | 19/02/1909            | 29/04/1951          |
| Queena Mario                | 345           | Soprano               | 30/11/1922            | 26/12/1938          |
| Maria Jeritza               | 345           | Soprano               | 19/11/1921            | 22/02/1951          |
| Olive Fremstad              | 345           | Soprano               | 25/11/1903            | 23/04/1914          |
| Doris Doe                   | 345           | Meio-soprano          | 03/02/1932            | 03/02/1947          |
| Arthur Thompson (cantor)    | 341           | Barítono              | 20/02/1973            | 08/07/1988          |
| Thomas Schippers            | 341           | Condutor              | 23/12/1955            | 03/11/1975          |
| Kurt Adler                  | 341           | Condutor              | 26/03/1944            | 09/07/1972          |
| Hao Jiang Tian              | 340           | Baixo                 | 10/10/1991            | 28/01/2010          |
| Philip Cokorinos            | 340           | Baixo                 | 14/04/1985            | 25/03/2010          |
| Emmy Destinn                | 339           | Soprano               | 16/11/1908            | 27/12/1920          |
| Jean de Reszke              | 339           | Tenor                 | 09/11/1891            | 29/04/1901          |
| Flora Perini                | 338           | Meio-soprano          | 02/12/1915            | 20/04/1924          |
| Mildred Miller              | 338           | Meio-soprano          | 17/11/1951            | 03/12/1974          |
| Jan Peerce                  | 337           | Tenor                 | 29/11/1941            | 22/06/1968          |
| Juan Pons                   | 337           | Barítono              | 04/01/1983            | 24/10/2007          |
| Antonio Rinaldini           | 336           | Tenor                 | 13/11/1891            | 24/04/1896          |
| Glenn Bater                 | 335           | Baixo                 | 25/01/1973            | 09/05/2006          |
| Dorothee Manski             | 334           | Soprano               | 05/11/1927            | 23/02/1941          |
| Thomas Hayward              | 334           | Tenor                 | 23/11/1945            | 29/03/1957          |
| Hertha Glaz                 | 334           | Meio-soprano          | 25/12/1942            | 26/05/1956          |
| Ara Berberian               | 334           | Baixo                 | 21/04/1979            | 23/01/1997          |
| John Gurney                 | 331           | Baixo                 | 12/04/1935            | 04/05/1945          |
| Marek Windheim              | 329           | Tenor                 | 01/11/1928            | 10/04/1936          |
| Regina Resnik               | 326           | Soprano, Meio-soprano | 06/12/1944            | 22/10/1983          |
| LeRoy Lehr                  | 326           | Baixo                 | 14/01/1993            | 15/05/2010          |
| Walter Damrosch             | 324           | Condutor              | 11/02/1885            | 12/05/1937          |
| Carlo Bergonzi              | 324           | Tenor                 | 13/11/1956            | 27/04/1996          |
| Marie Van Cauteren          | 321           | Soprano               | 10/10/1894            | 27/04/1903          |
| Giorgio Polacco             | 320           | Condutor              | 11/11/1912            | 27/04/1917          |
| Charlotte Ryan              | 318           | Soprano               | 23/11/1922            | 25/03/1932          |
| Mario Laurenti              | 318           | Barítono              | 06/01/1916            | 20/02/1922          |
| Fritz Stiedry               | 316           | Condutor              | 15/11/1946            | 08/04/1958          |
| Donald Mahler               | 316           | Dançarino             | 16/02/1962            | 12/01/1980          |
| Phradie Wells               | 315           | Soprano               | 07/11/1923            | 19/04/1935          |
| Raymonde Delaunois          | 315           | Meio-soprano          | 28/11/1914            | 18/04/1926          |
| Samuel Ramey                | 315           | Baixo                 | 09/04/1972            | 29/01/2011          |
| Renata Scotto               | 314           | Soprano               | 13/10/1965            | 17/01/1987          |
| Mary Ellen Pracht           | 314           | Soprano               | 24/11/1961            | 19/02/1977          |
| Francesco Molinari-Pradelli | 312           | Condutor              | 07/02/1966            | 23/06/1973          |
| John Garris                 | 312           | Tenor                 | 27/02/1942            | 19/04/1949          |
| Monna Montes                | 309           | Dançarina             | 24/12/1936            | 04/04/1945          |
| Marco Armiliato             | 309           | Condutor              | 16/06/1998            | 03/03/2012          |
| Giacomo Lauri-Volpi         | 307           | Tenor                 | 26/01/1923            | 14/03/1933          |
| Alfredo Gandolfi            | 307           | Barítono              | 28/10/1929            | 20/03/1936          |
| Anton van Rooy              | 305           | Barítono              | 14/12/1898            | 16/04/1908          |
| Antonio De Vaschetti        | 305           | Baixo                 | 16/11/1891            | 20/04/1897          |
| Renato Capecchi             | 305           | Baixo                 | 24/11/1951            | 25/06/1994          |
| Ettore Panizza              | 304           | Condutor              | 22/12/1934            | 11/04/1942          |
| Laurel Hurley               | 304           | Soprano               | 08/02/1955            | 04/07/1967          |
| Linda Mays                  | 303           | Soprano               | 16/02/1974            | 10/04/2009          |
| Raymond Michalski           | 301           | Baixo                 | 29/12/1965            | 26/04/1976          |
| Lily Pons                   | 300           | Soprano               | 03/001/1931           | 14/12/1960          |
| Rita De Leporte             | 300           | Dançarina             | 11/04/1923            | 09/04/1935          |
| Frederica von Stade         | 300           | Meio-soprano          | 10/01/1970            | 14/03/2010          |
| Leonie Rysanek              | 299           | Soprano               | 05/02/1959            | 02/01/1996          |
| Thelma Altman               | 299           | Meio-soprano          | 22/1/1943             | 15/05/1950          |
| Howard Sayette              | 297           | Dançarina             | 24/02/1961            | 07/06/1972          |
| Arturo Vigna                | 297           | Condutor              | 23/11/1903            | 27/04/1907          |
| Anna Kaskas                 | 297           | Meio-soprano          | 13/05/1936            | 26/04/1946          |
| Michael Best                | 297           | Tenor                 | 16/11/1979            | 06/12/1995          |
| Ronald Naldi                | 295           | Tenor                 | 18/04/1983            | 23/04/2011          |
| Josephine Jacoby            | 294           | Meio-soprano          | 15/10/1899            | 29/04/1908          |
| John Hanriot                | 294           | Tenor                 | 09/11/1977            | 23/11/2001          |
| Lili Chookasian             | 291           | Contralto             | 09/03/1962            | 17/05/1986          |
| Ellen Dalossy               | 289           | Soprano               | 10/12/1920            | 20/03/1935          |
| Ivan Allen                  | 288           | Dançarino             | 18/11/1964            | 12/01/1978          |
| Maria Zifchak               | 288           | Meio-Soprano          | 05/04/1998            | 02/05/2012          |
| Sándor Kónya                | 287           | Tenor                 | 28/10/1961            | 12/12/1974          |
| Heidi Krall                 | 286           | Soprano               | 12/12/1953            | 25/05/1966          |
| Dorothy Kirsten             | 285           | Soprano               | 01/12/1945            | 10/02/1979          |
| Dawn Upshaw                 | 284           | Soprano               | 11/10/1984            | 13/02/2005          |
| Judith Blegen               | 284           | Soprano               | 19/01/1970            | 21/02/1991          |
| Nedda Casei                 | 283           | Meio-soprano          | 14/10/1964            | 20/10/1984          |
| Leslie Chabay               | 282           | Tenor                 | 13/11/1946            | 11/05/1951          |
| Riccardo Martin             | 281           | Tenor                 | 20/11/1907            | 29/11/1917          |
| Alberto Erede               | 281           | Condutor              | 11/11/1950            | 24/03/1975          |
| Michael Forest              | 281           | Tenor                 | 27/09/1989            | 08/01/2011          |
| Jon Vickers                 | 280           | Tenor                 | 17/01/1960            | 18/04/1987          |
| Ernestine Schumann-Heink    | 279           | Meio-soprano          | 07/11/1898            | 11/03/1932          |
| Louis Quilico               | 279           | Barítono              | 10/02/1972            | 19/11/1994          |
| Alma Jean Smith             | 277           | Soprano               | 24/03/1974            | 18/04/1980          |
| James Atherton              | 277           | Tenor                 | 17/10/1977            | 27/09/1985          |
| Vernon Hartman              | 277           | Barítono              | 21/10/1982            | 01/05/1997          |
| Diane Elias                 | 277           | Meio-soprano          | 27/04/1996            | 22/02/2007          |
| Mathew Polenzani            | 276           | Tenor                 | 19/12/1977            | 02/05/2012          |
| Antonio Pini-Corsi          | 275           | Baixo                 | 11/10/1899            | 22/04/1914          |
| Walter Cassel               | 275           | Barítono              | 06/12/1942            | 14/02/1974          |
| Patrick Carfizzi            | 275           | Baixo- barítono       | 24/12/1999            | 13/03/2010          |
| Tatiana Troyanos            | 274           | Meio-soprano          | 08/03/1976            | 01/05/1993          |
| Robert Leonhardt            | 274           | Barítono              | 26/12/1913            | 13/11/1922          |
| Harry Jones                 | 274           | Dançarino             | 16/04/1958            | 05/06/1973          |
| Irene Dalis                 | 274           | Meio-soprano          | 16/03/1957            | 25/05/1976          |
| Rudolf Laubenthal           | 273           | Tenor                 | 09/11/1923            | 04/03/1933          |
| Allan Monk                  | 272           | Barítono              | 27/03/1976            | 15/03/1986          |
| Anselmo Colzani             | 272           | Barítono              | 07/04/1960            | 16/02/1978          |
| Mario Basiola               | 272           | Barítono              | 11/11/1925            | 27/04/1932          |
| Suzanne Laurence            | 271           | Dançarina             | 20/03/1969            | 31/12/2000          |
| Renata Tebaldi              | 269           | Soprano               | 31/01/1955            | 08/01/1973          |
| Julius Rudel                | 268           | Condutor              | 07/10/1978            | 24/06/2005          |
| James Conlon                | 268           | Condutor              | 11/12/1976            | 17/11/2009          |
| Raymond Gibbs               | 267           | Tenor                 | 11/02/1970            | 10/01/1981          |
| Christopher Schaldenbrand   | 267           | Barítono              | 05/04/1992            | 24/04/2011          |
| Florence Rudolph            | 266           | Dançarina             | 06/02/1919            | 05/05/1926          |
| Gladys Swarthout            | 265           | Meio-soprano          | 29/10/1929            | 24/03/1951          |
| Giuseppe Bamboschek         | 265           | Condutor              | 14/04/1918            | 26/02/1933          |
| George London               | 264           | Barítono              | 13/11/1951            | 10/03/1966          |
| Philip Creech               | 264           | Tenor                 | 26/09/1979            | 22/11/1997          |
| Rod MacWherter              | 262           | Tenor                 | 17/10/1968            | 23/06/1973          |
| Lilli Lehmann               | 262           | Soprano               | 25/11/1885            | 21/04/1899          |
| Irene Jessner               | 261           | Soprano               | 21/12/1936            | 01/02/1952          |
| Thomas Hammons              | 261           | Baixo- barítono       | 13/12/1996            | 22/03/2008          |
| Emma Calvé                  | 261           | Soprano               | 29/11/1893            | 24/04/1904          |
| Karl Böhm                   | 261           | Condutor              | 31/10/1957            | 28/10/1978          |
| Paul Althouse               | 261           | Tenor                 | 23/11/1912            | 18/02/1940          |
| Kirsten Flagstad            | 260           | Soprano               | 02/02/1935            | 01/04/1952          |
| Gabriella Tucci             | 259           | Soprano               | 29/10/1960            | 25/12/1972          |
| Barry Morell                | 259           | Tenor                 | 01/11/1958            | 19/02/1979          |
| Diane Kesling               | 259           | Meio-soprano          | 05/04/1981            | 19/01/1991          |
| Italo Tajo                  | 254           | Baixo                 | 28/12/1948            | 20/04/1991          |
| Joseph Rosenstock           | 254           | Condutor              | 30/10/1929            | 13/02/1969          |
| Michael Arshansky           | 254           | Dançarina             | 25/11/1941            | 03/05/1945          |
| Marilyn Horne               | 252           | Meio-soprano          | 03/03/1970            | 10/02/1996          |
| Cesare Sodero               | 251           | Condutor              | 28/11/1942            | 17/05/1947          |
| George Shirley              | 251           | Tenor                 | 30/10/1929            | 13/02/1969          |
| Thomas Salignac             | 251           | Tenor                 | 11/12/1896            | 27/04/1903          |
| Ruthanna Boris              | 250           | Dançarina             | 16/12/1935            | 24/04/1943          |
| Nadine Conner               | 249           | Soprano               | 22/12/1941            | 12/03/1960          |
| Roald Reitan                | 249           | Barítono              | 20/03/1959            | 22/05/1963          |
| Dinh Gilly                  | 248           | Barítono              | 16/11/1909            | 02/05/1914          |
| Marie Sundelius             | 248           | Soprano               | 25/11/1916            | 11/03/1928          |
| Pearl Besuner               | 247           | Soprano               | 01/12/1928            | 23/01/1941          |
| Karl Laufkötter             | 245           | Tenor                 | 23/12/1936            | 11/05/1950          |
| William Mellow              | 245           | Tenor                 | 22/09/1966            | 03/03/1993          |
| Antoinette Peloso           | 245           | Dançarina             | 25/09/1970            | 28/04/2001          |
| Eugenia Mantelli            | 244           | Meio Soprano          | 23/11/1894            | 27/11/1902          |
| Sofia Scalchi               | 244           | Meio Soprano          | 22/10/1883            | 24/04/1896          |
| Mark Baker                  | 243           | Tenor                 | 20/04/1986            | 24/06/2005          |
| Sophie Braslau              | 242           | Meio Soprano          | 27/11/1913            | 03/04/1920          |
| Mary Fercana                | 240           | Soprano               | 01/12/1959            | 05/07/1997          |
| Marina Svetlova             | 240           | Dançarina             | 23/11/1943            | 13/05/1950          |